# Musée d'histoire de la médecine (Toulouse)
Pour les articles homonymes, voir Musée d'histoire de la médecine.
Le Musée d'histoire de la médecine est un musée toulousain consacré à l'histoire de la médecine créé en 1983.
À sa création, le musée est situé dans l'Hôtel d'Assézat qui héberge les sociétés savantes, dont la Société de Médecine qui gère le musée. En 1991, afin de permettre l'installation du musée de la Fondation Bemberg, il déménage à l'Hôtel-Dieu Saint-Jacques. Il y partage l'aile Viguerie avec le musée des instruments de médecine.